# 우리 가브리엘

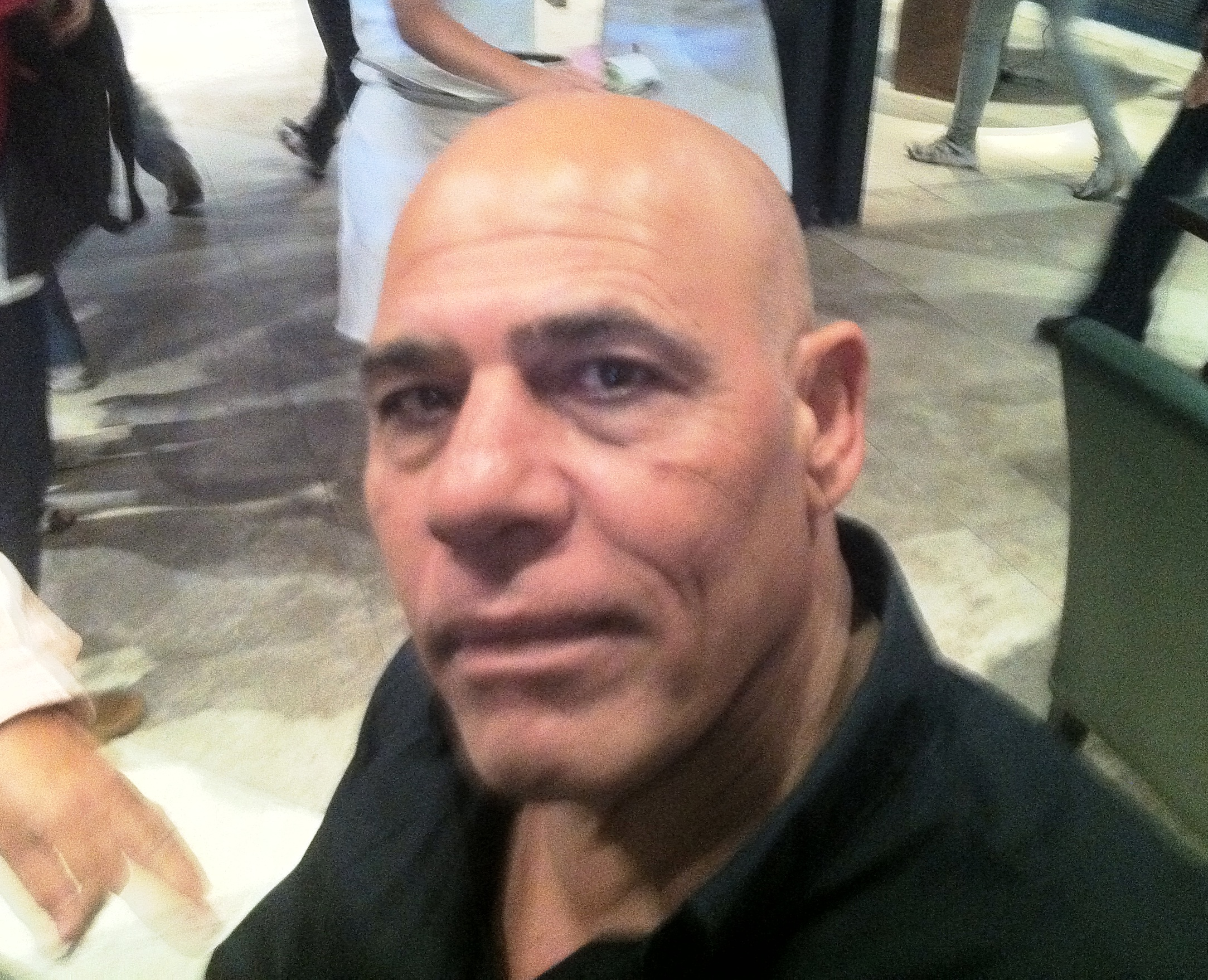

우리 가브리엘(Uri Gavriel, 1955년 4월 3일 ~ )은 이스라엘의 배우, 영화 감독, 연극 배우, 영화배우, 텔레비전 배우이다.
브네이브라크에서 태어났다.

## 영화
- 막달라 마리아: 부활의 증인 (2018년) - 빌립 역
- 일주일 그리고 하루 (2016년) - 라파엘 역
- 아나 아라비아 (2013년)
- 발라드 오브 더 위핑 스프링 (2012년)
- 비잔티움 (2012년) - 사벨라 역
- 디 어택 (2012년) - 모쉬 역
- 밴드 비지트 - 어느 악단의 조용한 방문 (2007년) - 아브럼 역
- 킹덤 (2007년)
- 선택 받은 땅 (2005년)
- 시리아인 신부 (2004년)
- 아바남 (2004년)
- 이스케이프: 휴먼 카고 (1998년)
- 나나 거리의 추억 (1995년)
- 프리즌 히트 (1993년) - 샐라딘 역
- 영혼의 사랑 (1993년)
- 나이트메어의 저주 (1993년)
- 죽음의 전사들 (1993년)
- 지옥의 특공대 (1992년)
- 아메리칸 사이보그 (1992년)
- 사랑과 우정 (1992년) - 커맨더 역
- 인간 방패 (1991년)
- 살인 개스 (1991년)
- 작전 명령 유혹 (1988년)
- 아이언 이글 2 (1988년)
- 델타 포스 (1986년)
- 의혹의 메세지 (1984년)
- 한나 K (1983년)